# Faku’a
Faku’a (arab. فقوعة) – wioska w Autonomii Palestyńskiej (Zachodni Brzeg). Według danych szacunkowych na rok 2006 liczy 3700 mieszkańców.